# 그니에즈노

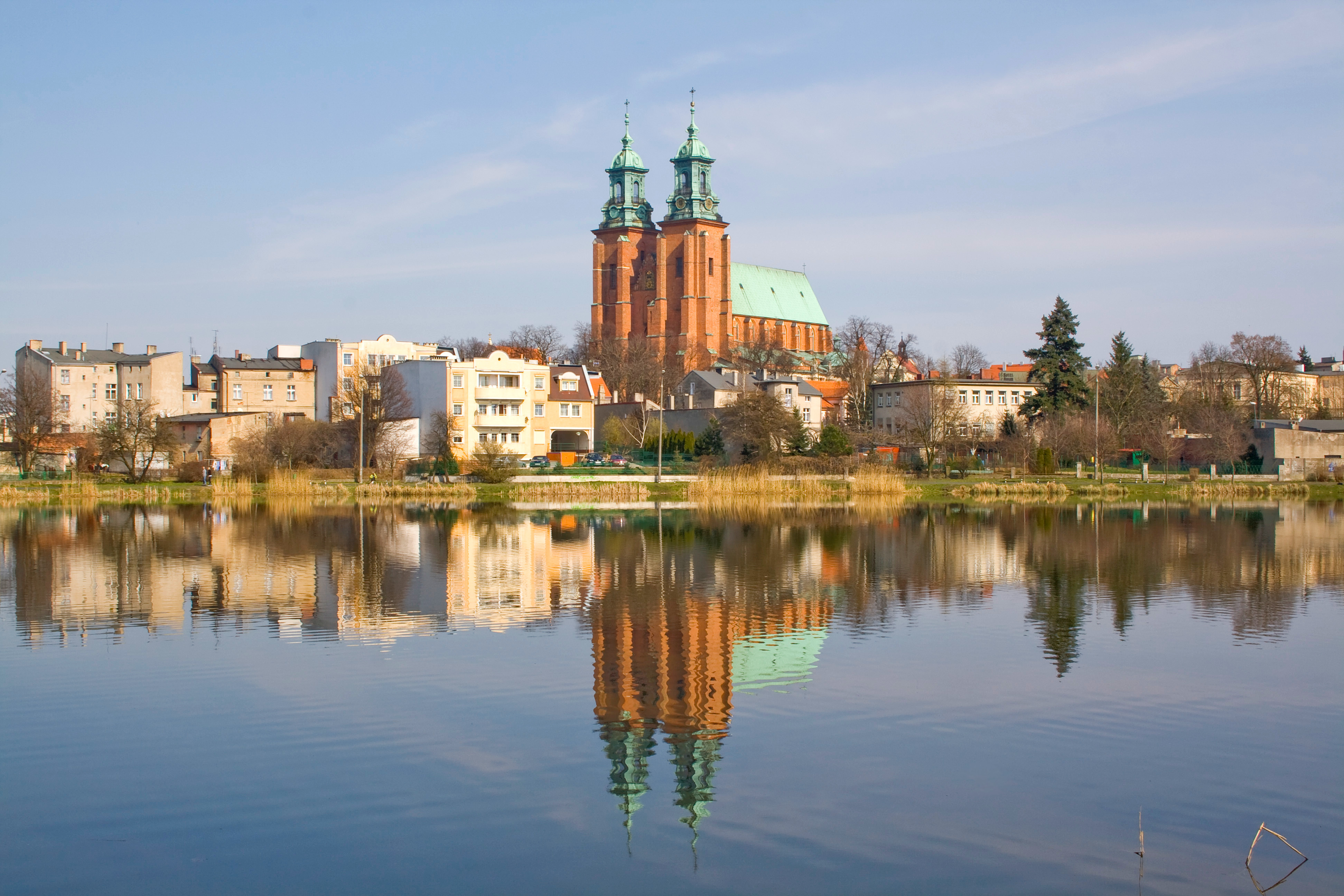
그니에즈노 대성당

그니에즈노(폴란드어: Gniezno)는 폴란드 중부 비엘코폴스카주에 있는 도시이다. 인구는 2006년 기준, 70,080명이다. 오데르강(오드라강)의 지류 바르타강 유역의 평야 지대에 위치한다. 포즈난 동쪽 약 50km 지점에 있다. 폴란드 유수의 역사적인 도시이다.
선사 시대 때부터 사람이 살았으며, 슬라브족 초기 정착지 중 한 곳이다. 1000년, 로마 가톨릭 대교구가 처음으로 설정되어 폴란드의 중심지가 되었고, 1025년, 볼레스와프 1세 흐로브리가 이 곳에서 즉위하여 폴란드 왕국의 첫 수도가 되었다. 1331년 튜턴 기사단의 침입으로 파괴되어 수도를 크라쿠프로 옮겼으며, 17세기에 스웨덴의 침입을 받아 쇠퇴했으나 계속 대주교좌 소재지로 존속했다. 18세기 말 폴란드 분할로 이 곳은 프로이센 왕국에 속했으며, 독일인들은 그네젠(독일어: Gnesen)으로 불렀다. 20세기에 다시 폴란드로 넘어왔으며, 유서깊은 옛도시로 다시 알려지고 있다. 11세기 ~ 15세기에 세운 대성당은 과거 왕의 대관식이 열렸던 곳이며, 뛰어난 건축 양식으로 유명하다.

## 인구
| 연도 | 인구   | ±%      |
| ---- | ------ | ------- |
| 1912 | 25,339 | —       |
| 1980 | 62,400 | +146.3% |
| 1990 | 70,400 | +12.8%  |
| 1995 | 71,000 | +0.9%   |
| 2021 | 66,769 | −6.0%   |

## 같이 보기
- 그니에즈노 대성당
- 폴란드의 역사
- 아달베르트 폰 프라크